# Wali Songo
De Wali Songo zijn de negen legendarische predikers die in de 16e eeuw de islam op Java verbreidden. 
Een van hen, soenan Goenoengjati, kroonde Trenggana (1522-1548), de koning van Demak. Trenggana werd de derde en grootste heerser van Demak. Door de overgang van de koning kreeg de islamisering van Demak en later van Java een grote impuls. Het oude hindoeïstische Javaanse rijk Majapahit was al aan oorlogen en opvolgingstwisten ten onder gegaan.
De Wali Songo worden op Java vereerd op een wijze die niet strookt met de orthodoxe islam zoals die op het Arabisch schiereiland wordt beleden. In de bedevaarten en feesten ter ere van de Wali Songo zijn veel oudere Javaanse animistische, boeddhistische en hindoeïstische trekken te vinden.